# Khancoban
Khancoban – miasto w Australii, w stanie Nowa Południowa Walia.